# Адријана Месаровић
Адријана Месаровић (Нови Сад, 1981) је српски политичар, економиста и активиста локалне самоуправе. Чланица је Српске напредне странке (СНС), министарка привреде од маја 2024. и потпредседник владе од априла 2025. године.

## Биографија
Месаровићева се школовала у родном месту и магистрирала економију. Радила је у породичном бизнису, а од 2008. године повезана је са банкарским сектором. 
Постала је члан Српске напредне странке. 2018. године прешла је у општинску извршну власт у Новом Саду. Месаровићева је 2020. године именована у Градско веће Новог Сада, где су јој поверени послови буџета, финансија и инвестиција. У мају 2024. године ступила је на дужност министра привреде у Влади Милоша Вучевића.
У новембру 2024. године именована је за вршиоца дужности министра унутрашње и спољне трговине након оставке Томислава Момировића.